# Jan Hupka
Jan Antoni Ernest Hupka (ur. 22 stycznia 1866 w Niwiskach, zm. 27 marca 1952 w Kolbuszowej Dolnej) – polski doktor prawa, poseł, starosta, członek Wydziału Stronnictwa Prawicy Narodowej w 1910 roku, ziemianin, ostatni właściciel Niwisk.

## Życiorys

### Działalność w zaborze austriackim
Urodził się w rodzinie Kazimierza i Marii Zubrzyckiej. Ukończył Gimnazjum św. Jacka w Krakowie, następnie Wydział Prawa Uniwersytetu Jagiellońskiego. W 1889 roku uzyskał na UJ stopień doktora praw i ożenił się z Anną Dzwonkowską (małżeństwo było bezdzietne). Rok później (19 sierpnia 1890 roku) przejął po ojcu dobra Niwiska i wybrany został (25 IX) do Rady Powiatowej w Kolbuszowej oraz (29 grudnia) do Wydziału Powiatowego i Rady Szkolnej Okręgowej. W latach 1898–1914 Hupka był posłem na Sejm Krajowy z obwodu Tarnowskiego, członkiem Państwowej Rady Rolnej w Wiedniu oraz Wydziału Krajowego (1908–1914). W listopadzie 1913 roku Rada Powiatowa w Kolbuszowej powierzyła mu obowiązki prezesa Wydziału Powiatowego (czyli marszałka powiatu); wybór ten w lutym 1914 roku zatwierdził cesarz Franciszek Józef.

### Działalność publicystyczna
Mimo obowiązków związanych z prowadzeniem własnego majątku i piastowaniem wielu godności, Hupka zawsze zajmował się publicystyką. W latach 1907–1913 wydawał w Krakowie Tygodnik „Rola”, organ Polskiego Związku Rolników. Ponadto jest autorem następujących pozycji:
- Gospodarka na gruntach wspólnie używanych w Galicyi, Kraków 1897, 63 s.
- Zawodowe stowarzyszenia rolnicze, Kraków 1902, 54 s.
- Z zimowej wycieczki, Kraków 1906, 150 s.
- Z wędrówki po Indyach, Kraków 1913, 287 s.
- Odbudowanie Państwa Polskiego a Polacy, Piotrków Trybunalski 1917, 16 s.
- Krzywda rolników małopolskich, Kraków 1925, 36 s.
- Przez Palestynę i Syrję oraz Uwagi o kolonizacji żydowskiej w Palestynie, Kraków 1928, 119 s.
- Z czasów wielkiej wojny. Pamiętnik nie kombatanta, wyd. 1 Niwiska 1936, 464 s., wyd. 2 popr. i uzup. Lwów 1937, 491 s.

### Działalność w latach 1914–1941
W sierpniu 1914 roku Hupka utworzył w Kolbuszowej Powiatowy Komitet Narodowy (kierował nim do roku 1917), mający prowadzić werbunek do Legionów. Po zakończeniu działań wojennych, w listopadzie 1918 roku Hupka wszedł jako członek Wydziału Powiatowego do Rady Przybocznej przy Komisarzu Polskiej Komisji Likwidacyjnej (PKL) w Kolbuszowej, przyczyniając się tu m.in. do rozwiązania przez PKL komitetu utworzonego przez lewicujących ludowców pod kierownictwem dr Kazimierza Czarnego (naczelnika sądu), który odmówił posłuszeństwa dotychczasowej władzy i sam zamierzał ją objąć w powiecie. Hupka godność marszałka powiatu pełnił formalnie do końca 1933 roku, kiedy nowa ustawa o samorządzie terytorialnym obowiązek przewodniczenia Wydziałem Powiatowym powierzyła każdorazowemu staroście; pozbawiony wszelkich obowiązków, poświęcił się wyłącznie administracji swego majątku w Niwiskach. Reskryptem z 21 września 1935 jako przedstawiciel powiatu kolbuszowskiego został wybrany na członka Lwowskiej Rady Wojewódzkiej.

### Lata wojny i powojenne w życiu Jana
Gdy w kwietniu 1941 roku Niemcy wysiedlili wieś Niwiska, we dworze Hupki urządzili posterunek żandarmerii polowej SS. On sam zamieszkał u znajomych w Wolicy, w powiecie dębickim. Po zakończeniu wojny cały majątek na podstawie dekretu o reformie rolnej został rozparcelowany i upaństwowiony. Częściowo sparaliżowany i ociemniały Hupka zamieszkał ostatecznie w Kolbuszowej Dolnej, gdzie zmarł 27 marca 1952 roku. Pochowany został w rodzinnym grobowcu na cmentarzu w Niwiskach.

## Ordery i odznaczenia
- Krzyż Oficerski Orderu Odrodzenia Polski (10 listopada 1928)[5]